# Tsholofelo
Tsholofelo ist ein sowohl männlicher als auch weiblicher Vorname.

## Herkunft und Bedeutung
Tsholofelo kommt aus dem Setswana und bedeutet „Hoffnung“.

## Namensträger
- Tsholofelo „Teko“ Modise (* 1982), südafrikanischer Fußballspieler

## Namensträgerinnen
- Nia Tsholofelo Künzer (* 1980), deutsche Fußballspielerin
- Tsholofelo Thipe, südafrikanische Leichtathletin